# Marktplatz (Karlsruhe)

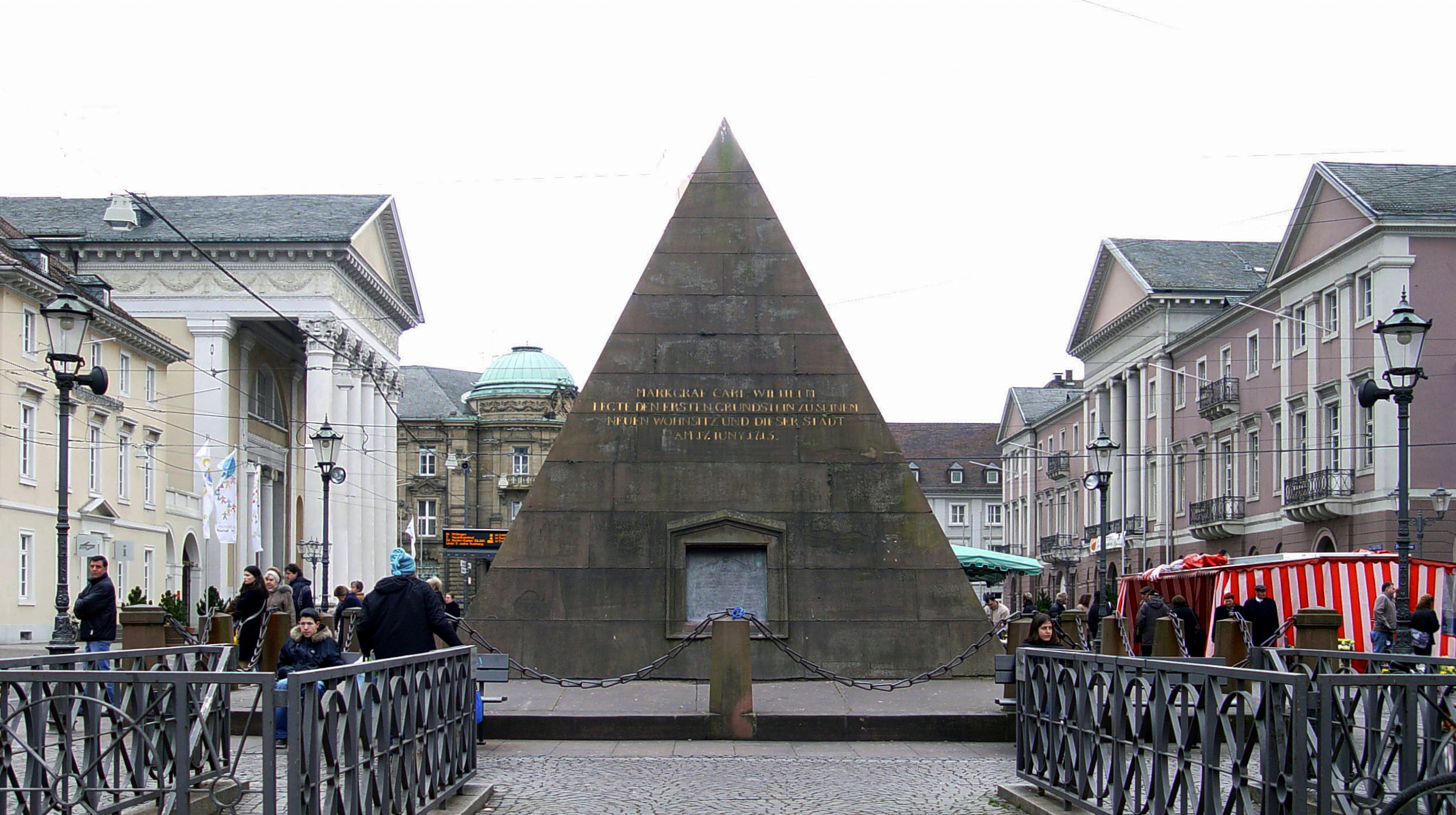
La Pyramide de Karlsruhe avec l'église de la Cité à gauche et l'hôtel de ville à droite construits par Friedrich Weinbrenner.

La place du Marché (Marktplatz) est la place centrale de la ville de Karlsruhe en Allemagne. Elle se trouve à l'intersection de l'axe central du plan de la ville en éventail, qui s'étend au sud du château de Karlsruhe, avec la principale rue commerçante, la Kaiserstraße. Les principaux édifices de la place sont l'église luthérienne (dite protestante) de la Cité et en face de celle-ci l'hôtel de ville de style néoclassique. La pyramide de Karlsruhe est située au milieu de cette place. C'est le symbole de la ville et le tombeau du fondateur de la ville, le margrave Charles-Guillaume de Bade-Durlach.

## Histoire

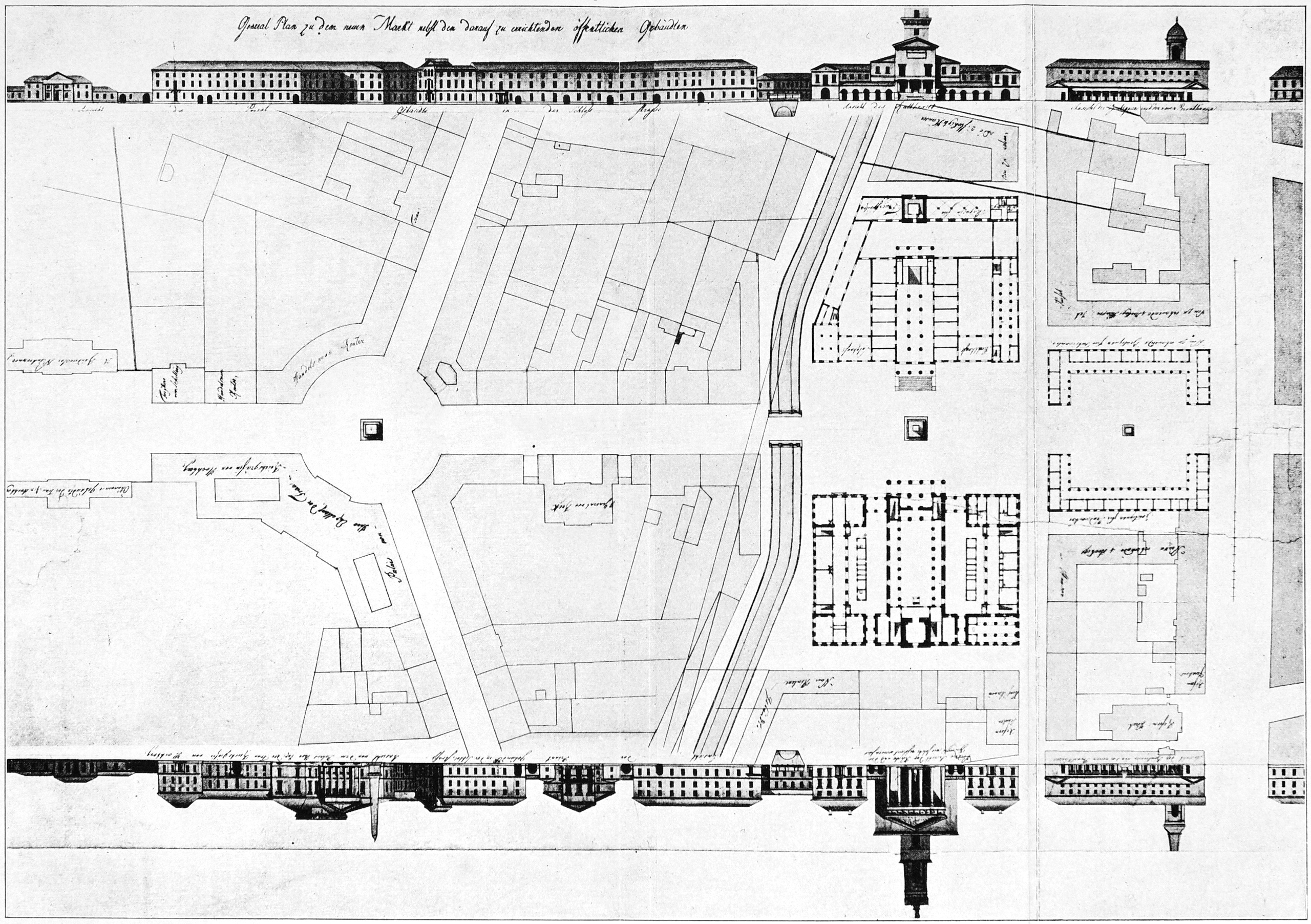
Plan de la place (à droite) par Weinbrenner (1803).

La place du Marché de Karlsruhe a été construite selon les plans de l'architecte badois Friedrich Weinbrenner, adepte du classicisme, et conçue comme un contrepoids bourgeois face à l'imposant château aristocratique. Les premières esquisses sont dessinées vers 1800 et mises en œuvre en 1807. Plusieurs bâtiments du côté Sud de la Lange Straße (aujourd'hui Kaiserstraße), au croisement de celles qui partent de la place du château (de) vers le sud, durent être démolis, dont le précédent hôtel de ville et l'église de la Concorde (de). Puisqu'il y avait une crypte avec les restes de Charles-Guillaume dans cette église, la ville a décidé de préserver la crypte et d'installer au-dessus un monument funéraire en forme de pyramide. L'on construit d'abord une pyramide de bois temporaire, remplacée par une construction en pierre en 1823. Les deux ont été conçues par Weinbrenner. Dans les années 1820, plusieurs bâtiments ont été construits sur la place du Marché, surtout l'église de la Cité (1807-1816), pour les luthériens, et le nouvel hôtel de ville (1805-1825). 

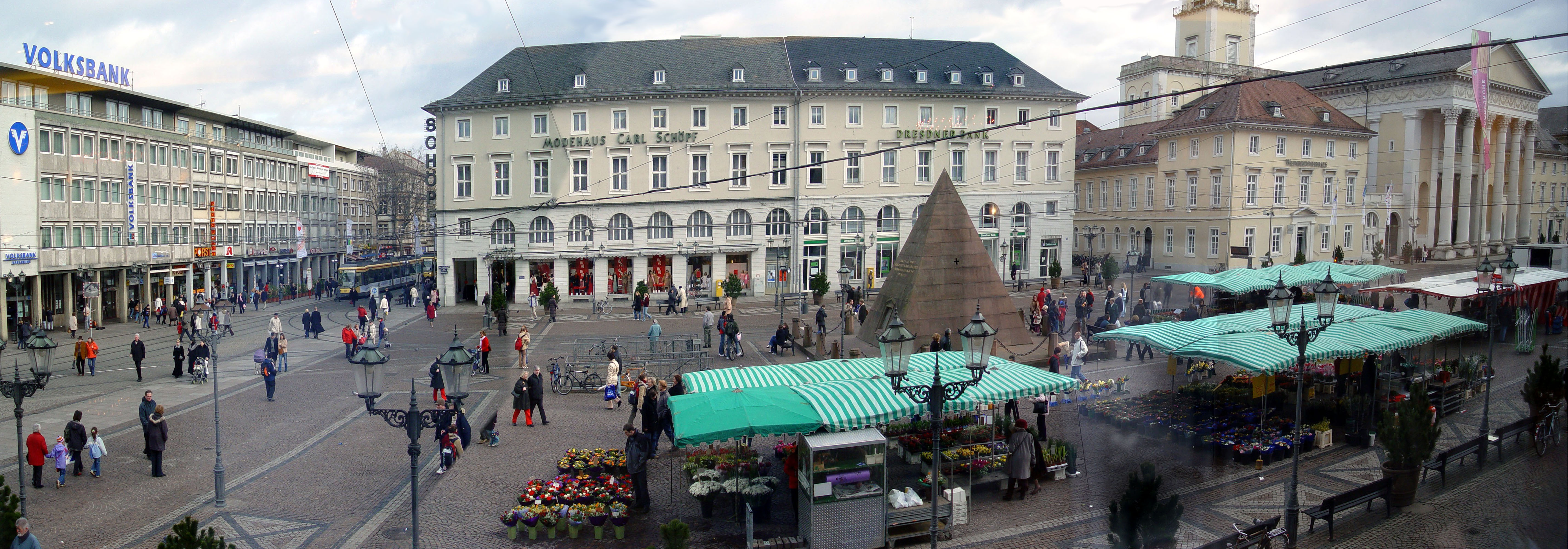
Panorama : à gauche la Kaiserstraße (zone piétonnière) en direction de Durlach, à droite l'église de la Cité et au milieu la Pyramide de Karlsruhe.

## Description
La place du Marché forme le point culminant d'un ensemble urbain bien planifié sur le modèle d'une  Via Triumphalis. Cela va de la place du Château (Schloßplatz) par la place du Marché ( Marktplatz) et la Rondellplatz jusqu'à la porte d'Ettling. 
La partie Nord de la place, destinée au commerce dès le départ, est plus large que la partie Sud et est entourée de bâtiments résidentiels et commerciaux uniformément classiques de l'est et de l'ouest. Le côté Nord, qui se trouve sur Kaiserstraße, a été reconstruit après la Seconde Guerre mondiale dans une forme modifiée de modernisme d'après-guerre avec un couloir à colonnade (en 1952 : l'hôtel am Markt par W. Wede; en 1952-1953 la Volksbank par Erich Schelling (de), démolie en 2010 et remplacée par le «Kaiserkarree» par le bureau d'architectes Lederer Ragnarsdóttir Oei (de)). La partie Sud est plus représentative. Son côté Ouest présente l'hôtel de ville avec un portique à la grecque. Sur le côté Est se trouve son homologue - l'église de la Cité (rattachée aujourd'hui à l'Église protestante du Pays de Bade) avec un portique corinthien en ordre colossal, les ailes latérales de l'église étaient utilisées comme lycée (à droite et à gauche). Dans la partie Nord, la Pyramide de Karlsruhe  marque le milieu, tandis que la fontaine du grand-duc Louis Ier de Bade marque le sud. Le côté sud de la place est délimité par le commissariat de police, construit en style néorenaissance par Josef Durm en 1900, et lhôtel Kaiserhof en style néoclassique.

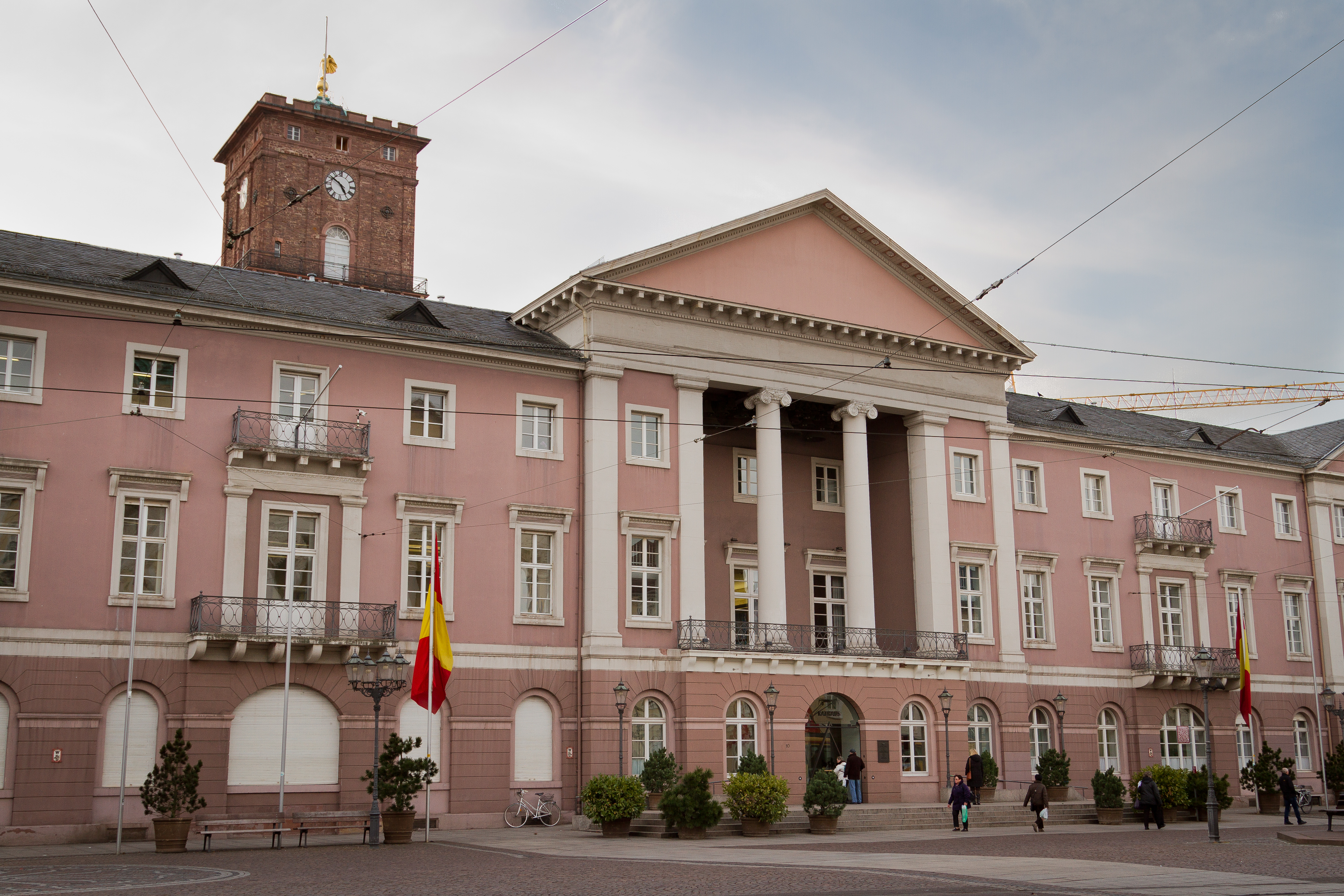
L'hôtel de ville.
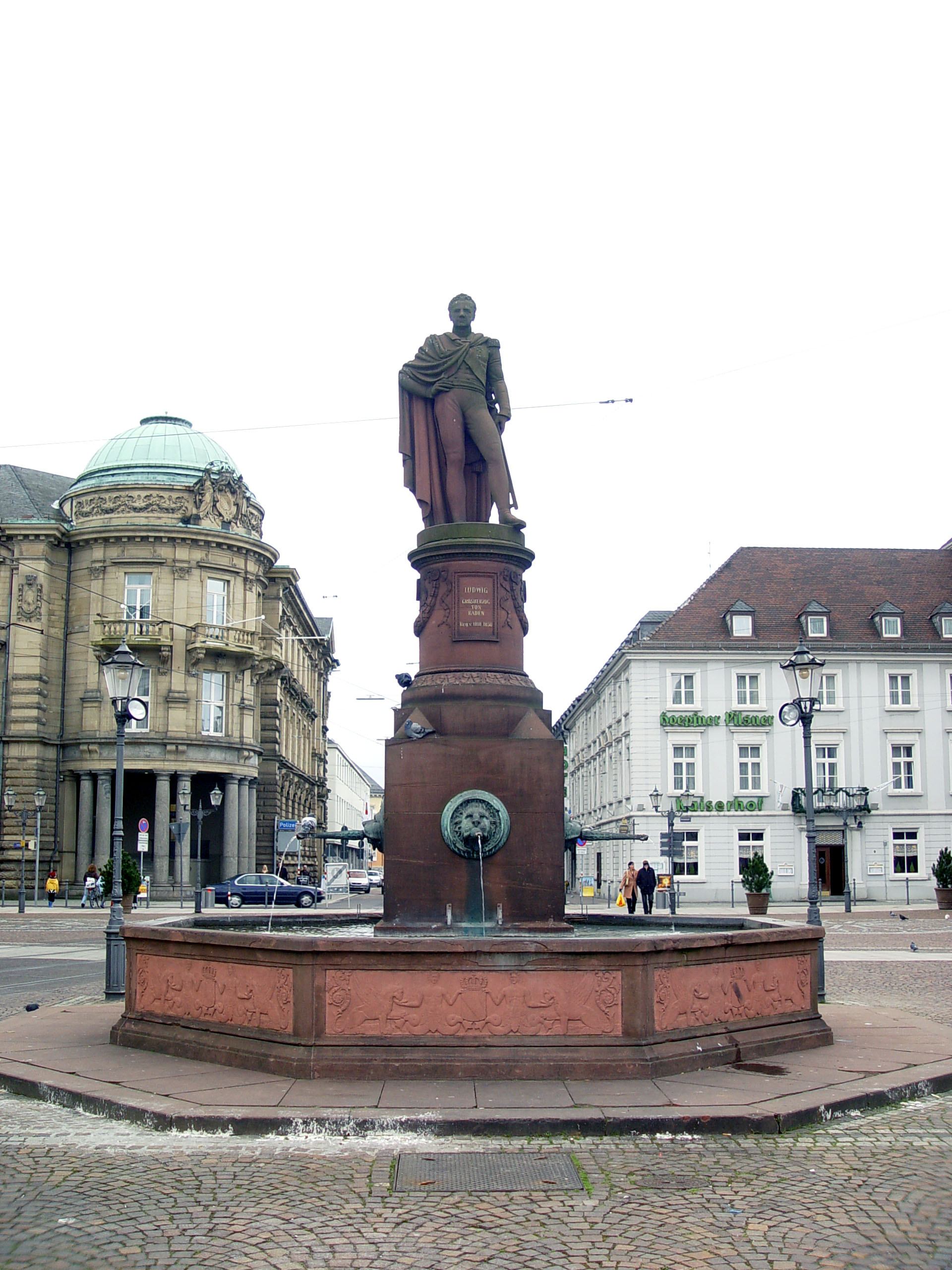
La fontaine du grand-duc Louis (au fond le commissariat et l'hôtel Kaiserhof).
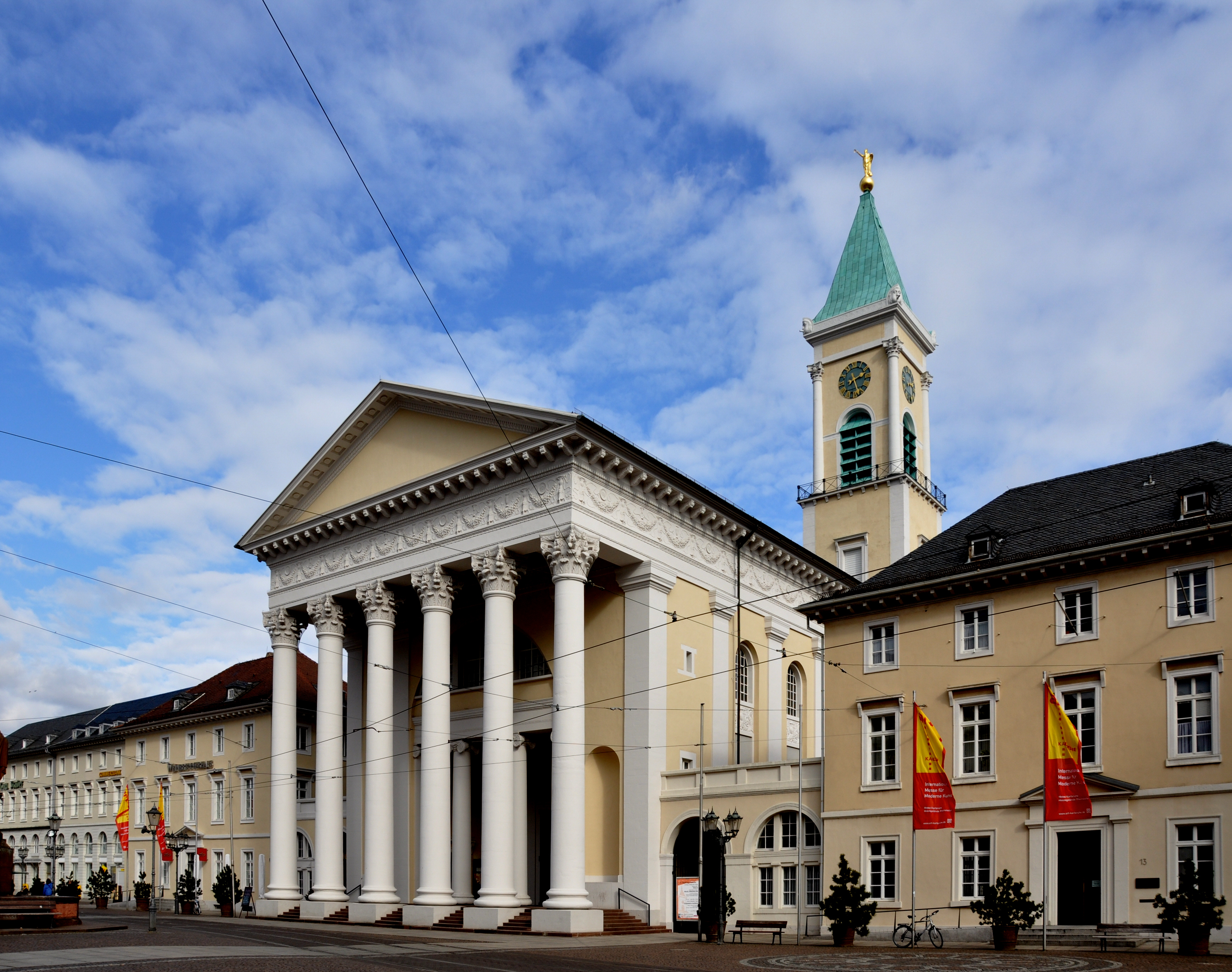
L'église luthérienne de la Cité.

## Transports
La place du marché est un carrefour central de la Stadtbahn et du tramway avec les lignes de tramway 1 et 4, ainsi que les lignes de tramway S1, S11, S2, S5 et S52. Pendant la journée, il y a beaucoup de circulation de tramways sur la place, qui est par ailleurs une zone piétonne. Les travaux du métro de Karlsruhe ont débuté en 2010 à l'extérieur de la place du Marché et fin 2012 également sur la place.